# Phymatocerotales
El orden Phymatocerotales Duff, Villarreal, Cargill & Renzaglia, 2007 pertenece a los antocerotófitos.
Talos sólidos, lineares a lingulados, dioicos, con un nervio medio fino, los bordes adelgazados. Tubérculos ventrales largamente pedunculados. Pirenoide ausente. Cámaras anteridiales con 1-3 anteridios. Esporangio robusto, con columela y estomas. Esporas unicelulares, doradas, con ornamentación vermiculada y abombamiento distal. Pseudoeláteres sin engrosamiento helicoidal.
Este orden incluye una sola familia: Phymatocerotaceae Duff, Villarreal, Cargill & Renzaglia, 2007
- Datos: Q16618753
- Especies: Phymatocerotales

 el esporófito sece a crecer mucho